# William Beaudine

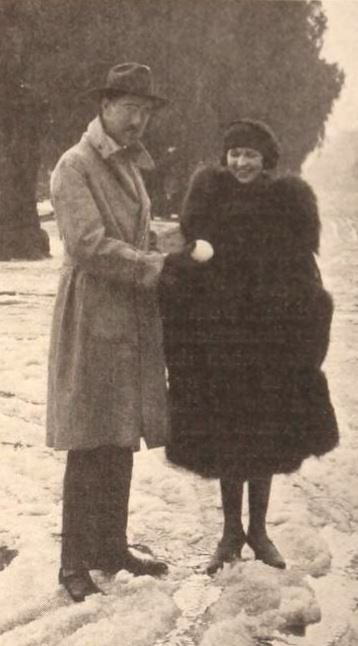
William Beaudine mit Schauspielerin Alice Maison (1921)

William Washington Beaudine, auch William X. Crowley, (* 15. Januar 1892 in der Bronx, New York City, USA; † 18. März 1970 in Canoga Park, Los Angeles, USA) war ein US-amerikanischer Regisseur.

## Leben
Beaudine war 50 Jahre lang Regisseur einer Vielzahl von Filmen unterschiedlichster Genres. Er verzichtete weitgehend auf Wiederholung von Aufnahmen und erhielt deswegen nach seinem Tod den Spitznamen One-Shot.
1909 begann er als Bürobote bei der Biograph Company in New York und erhielt Arbeit als Kleindarsteller und als Kameramann sowie Regieassistent bei Mack Sennett. 1914 wurde ihm von der Kalem Film Company das Angebot gemacht, als Regieassistent zu beginnen und nach einem Jahr auf den Regiestuhl zu wechseln. Nach dem Umzug nach Kalifornien und der Hochzeit mit Marguerite Young Fleischer im Oktober 1914 begann er so seine langjährige Karriere. 1916 wechselte er zur Universal und drehte zahlreiche Kurzfilme. Bis 1921 arbeitete er für verschiedene Studios, dann ab 1921 für Warner Bros., wo er auch den Schritt zum abendfüllenden Film tat, und ab 1930 als freier Regisseur.
Mittlerweile war Beaudine Vater von vier Kindern und nahm so jedes Angebot an, um seine Familie ernähren zu können. Unter dem Namen William X. Crowley drehte er zusätzlich Kurzfilme, um Arbeitsbeschränkungen umgehen zu können. 1934 ging er für vier Jahre nach Großbritannien, als trotz des Erfolges seines W.-C.-Fields-Filmes The Old Fashioned Way Angebote ausblieben.
Nach seiner Rückkehr musste er für die kleinen Studios der Poverty Row drehen. So wurde er als der Mann bekannt, der über seine zahllosen B-Filme der nächsten 15 Jahre sagte: "Glauben Sie wirklich, irgend jemand da draußen wartet wirklich auf diese Art Filme?". Einer der bekanntesten Filme war Mom and Dad (1945), der mit Farbaufnahmen einer Geburt angereichert war.
Ab 1955 arbeitete Beaudine auch für das Fernsehen und dort insbesondere für Walt Disney, für dessen Fernsehsendungen er etliche Episoden drehte. Gegen Mitte des folgenden Jahrzehnts drehte er mit minimalem Budget hergestellte Teen-Horror-Filme, fand aber meist Beschäftigung beim Fernsehen, so z. B. für 49 Folgen der Serie Lassie. Seine Werkliste verzeichnet 351 Filme und 161 Fernsehepisoden.

## Filmografie (Auswahl)
- 1915: Minnie the Tiger
- 1924: Kinder der Freude (Daughters of Pleasure)
- 1925: Asphaltschmetterlinge (A Broadway Butterfly)
- 1925: Die kleine Annemarie (Little Annie Rooney)
- 1926: Sperlinge Gottes (Sparrows)
- 1928: Hoppla – Vater sieht's ja nicht (Home, James)
- 1933: Her Bodyguard
- 1934: Die gute alte Zeit (The Old Fashioned Way)
- 1940: Misbehaving Husbands
- 1943: The Ape Man
- 1944: Voodoo Man
- 1945: Falsche Scham (Mom and Dad)
- 1947: Charlie Chan – Der chinesische Ring (The Chinese Ring)
- 1949: Cowboy-Gangster (Tough Assignment)
- 1953: Im Sattel geboren (Born to the Saddle)
- 1955: High Society
- 1955: Geschichten, die der Alltag schrieb (TV Reader's Digest) (Fernsehserie, 2 Folgen)
- 1956: Zug der Furchtlosen (Westward Ho the Wagons!)
- 1958: Gnadenlose Stadt (Naked City) (Fernsehserie, 5 Folgen)
- 1960–68: Lassie (Fernsehserie, 79 Folgen)
- 1963: Lassies größtes Abenteuer (Lassie's Greatest Adventure) (Fernsehfolgen-Zusammenschnitt fürs Kino)
- 1966: Jesse James Meets Frankenstein’s Daughter
- 1966: Billy the Kid vs. Dracula
- 1966–67: Die grüne Hornisse (The Green Hornet) (Fernsehserie, 4 Folgen)